# Ufficio immaginazione
Ufficio immaginazione è il primo EP del rapper italiano Ghemon, pubblicato il 26 giugno 2006 dalla Soulville Free Rec..
Come riportato sul retro della copertina, Ufficio immaginazione è dedicato a Hugo, un amico di Ghemon defunto pochi giorni prima dell'uscita dell'EP.

## Descrizione
L'EP è composto da sei tracce. Nel file sono presenti la copertina anteriore e quella posteriore, cinque foto raffiguranti Ghemon e i sei brani che compongono l'opera.
I testi, molto forbiti e ricercati, illustrano i pensieri e la visione del mondo dell'artista che spesso tratta temi sociali avvicinandosi al conscious hip hop e distinguendosi con una certa originalità dal resto dei rapper italiani. Le produzioni dei brani sono state affidate a sei produttori diversi, tra i quali spiccano nomi abbastanza conosciuti come quelli di Mr. Phil e Stokka. Il disco è caratterizzato da un'impronta musicale tipicamente soul, che si può riscontrare in diversi brani, dovuta soprattutto all'influenza del collettivo Soulville.

## Tracce
1. Sig. Rossi – 3:36 (testo: Preston, Picariello – musica: Mr. Phil)
2. Pace (feat. Franco Negrè, Stokka & MadBuddy) – 4:11 (testo: Romito, Vicini, Gorgone, Picariello – musica: Stokka)
3. Mass Hysteria (feat. Hyst) – 4:27 (testo: Picariello – musica: Ffiumee)
4. Ti muovi nella mia vita – 3:30 (testo: Donato Turano, Picariello – musica: Young Donuts)
5. Ufficio immaginazione (feat. DJ Ronin) – 5:13 (testo: Nerattini, Picariello – musica: Little Tony Negri)
6. Telepatia – 2:54 (testo: Zonta, Picariello – musica: Zonta)